# Luca Kilian
Luca Jannis Kilian (Witten, 1 september 1999) is een Duits voetballer, die doorgaans speelt als centrale verdediger. Hij verruilde Mainz 05 in juli 2022 voor FC Köln, dat hem het voorgaande seizoen al huurde.

## Clubcarrière
Kilian begon met voetballen bij Hombruch SV en werd in 2011 opgenomen in de jeugdopleiding van Borussia Dortmund. Hij werd in 2018 een vaste basisspeler in het tweede elftal van laatstgenoemde club. Een debuut in het eerste kwam er niet. Kilian tekende in juli 2019 transfervrij bij SC Paderborn 07. Hiervoor maakte hij op 28 september 2019 zijn debuut in de Bundesliga. Hij speelde die dag de volledige wedstrijd thuis tegen Bayern München (2–3 verlies). Hij kwam dat jaar tot vijftien duels in de Bundesliga. Paderborn degradeerde daarna naar de 2. Bundesliga.
Kilian tekende in augustus 2020 voor vier seizoenen bij Mainz 05 en bleef zo actief op het hoogste niveau Hij kreeg bij zijn nieuwe club alleen nooit voet aan de grond. Mainz verhuurde hem in augustus 2021 voor een jaar aan FC Köln. Hier werd hij onder coach Steffen Baumgart in de beginfase van het seizoen een onbetwiste basisspeler. Hij maakte op 9 april 2022 zijn eerste doelpunt als prof. Hij zorgde toen voor de winnende 3–2 in een competitiewedstrijd tegen Mainz. Kilian verhuisde in juli 2022 definitief naar Köln. Hij speelde in 2022/23 voor het eerst in een Europees toernooi, in de groepsfase van de Conference League.

## Clubstatistieken
| Seizoen | Club            | Competitie | Competitie | Competitie | Beker | Beker | Internationaal | Internationaal | Totaal | Totaal |
| Seizoen | Club            | Competitie | Wed.       | Dlp.       | Wed.  | Dlp.  | Wed.           | Dlp.           | Wed.   | Dlp.   |
| ------- | --------------- | ---------- | ---------- | ---------- | ----- | ----- | -------------- | -------------- | ------ | ------ |
| 2019/20 | SC Paderborn 07 | Bundesliga | 15         | 0          | 1     | 0     | –              | –              | 16     | 0      |
| 2020/21 | Mainz 05        | Bundesliga | 6          | 0          | 1     | 0     | –              | –              | 7      | 0      |
| 2021/22 | Mainz 05        | Bundesliga | 1          | 0          | 0     | 0     | –              | –              | 1      | 0      |
| 2021/22 | → FC Köln       | Bundesliga | 30         | 1          | 1     | 0     | –              | –              | 31     | 1      |
| 2022/23 | FC Köln         | Bundesliga | 16         | 1          | 0     | 0     | 6              | 0              | 22     | 1      |
| 2023/24 | FC Köln         | Bundesliga | 2          | 0          | 1     | 0     | –              | –              | 3      | 0      |
| Totaal  | Totaal          | Totaal     | 70         | 2          | 4     | 0     | 6              | 0              | 80     | 2      |

Bijgewerkt op 19 september 2023.

## Interlandcarrière
Kilian maakte deel uit van alle Duitse nationale jeugdelftallen vanaf Duitsland –18. Hij kwam met geen van deze teams uit op een eindtoernooi.